# Rajon Kamjanka-Dniprowska
Der Rajon Kamjanka-Dniprowska (ukrainisch Кам'янсько-Дніпровський район/Kam'jansko-Dniprowskyj rajon; russisch Каменско-Днепровский район/Kamensko-Dneprowski rajon) war eine Verwaltungseinheit im Westen der Oblast Saporischschja im Südosten der Ukraine.
Der Rajon wurde 1923 gegründet. Er hatte eine Fläche von 1230 km², eine Bevölkerung von 40.000 Einwohnern (2016) und eine Bevölkerungsdichte von 33 Einwohner pro km². Der Verwaltungssitz war die Stadt Kamjanka-Dniprowska.

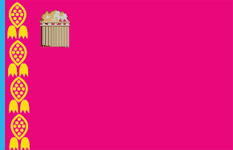
Flagge der Region

Am 17. Juli 2020 kam es im Zuge einer großen Rajonsreform zum Anschluss des Rajonsgebietes an den Rajon Wassyliwka.

## Geographie
Der Rajon grenzte im Osten an den Rajon Wassyliwka, im Süden an den Rajon Welyka Biloserka und im Westen an den Rajon Werchnij Rohatschyk der Oblast Cherson. Im Norden grenzte der Rajon an die Stadt Enerhodar mit dem Kernkraftwerk Saporischschja und an den, zum Kachowkaer Stausee angestauten, Dnepr. Am gegenüberliegenden Seeufer liegt die Oblast Dnipropetrowsk mit der Stadt Nikopol und dem Rajon Nikopol.

## Administrative Gliederung
Auf kommunaler Ebene war der Rajon in eine Stadt und 8 Landratsgemeinden unterteilt, denen jeweils einzelne Ortschaften untergeordnet waren.
Zum Verwaltungsgebiet gehörten:
- 1 Stadt
- 16 Dörfer
- 1 Ansiedlung

### Städte
| Städte                   | Städte               | Städte                                     |
| Name                     | Name                 | Name                                       |
| ukrainisch transkribiert | ukrainisch           | russisch                                   |
| ------------------------ | -------------------- | ------------------------------------------ |
| Kamjanka-Dniprowska      | Кам'янка-Дніпровська | Каменка-Днепровская (Kamenka-Dneprowskaja) |

### Dörfer und Siedlungen
| Dörfer                                    | Dörfer                | Dörfer                                                    | Dörfer             |
| Name                                      | Name                  | Name                                                      | Gemeindezuordnung  |
| ukrainisch transkribiert                  | ukrainisch            | russisch                                                  | Gemeindezuordnung  |
| ----------------------------------------- | --------------------- | --------------------------------------------------------- | ------------------ |
| Blahowischtschenka                        | Благовіщенка          | Благовещенка (Blagoweschtschenka)                         | Blahowischtschenka |
| Dniprowka                                 | Дніпровка             | Днепровка (Dneprowka)                                     | Dniprowka          |
| Hurtowe                                   | Гуртове               | Гуртовое (Gurtowoje)                                      | Nowodniprowka      |
| Iwaniwka                                  | Іванівка              | Ивановка (Iwanowka)                                       | Iwaniwka           |
| Mitschurina                               | Мічуріна              | Мичурина                                                  | Dniprowka          |
| Nowodniprowka                             | Новодніпровка         | Новоднепровка (Nowodneprowka)                             | Nowodniprowka      |
| Nowooleksijiwka                           | Новоолексіївка        | Новоалексеевка (Nowoaleksejewka)                          | Welyka Snamjanka   |
| Nowoukrajinka                             | Новоукраїнка          | Новоукраинка (Nowoukrainka)                               | Nowowodjane        |
| Nowowodjane                               | Нововодяне            | Нововодяное (Nowowodjanoje)                               | Nowowodjane        |
| Podowe                                    | Подове                | Подовое (Podowoje)                                        | Nowodniprowka      |
| Prymirne                                  | Примірне              | Примерное (Primernoje)                                    | Nowowodjane        |
| Schljachowe (bis 2016 Schljach Illitscha) | Шляхове (Шлях Ілліча) | Шляховое (Schljachowoje)/Шлях Ильича (Schljach Iljitscha) | Blahowischtschenka |
| Stepowe (bis 2016 Petriwske)              | Степове (Петрівське)  | Степовое (Stepowoje)/Петровское (Petrowskoje)             | Sapowitne          |
| Welyka Snamjanka                          | Велика Знам'янка      | Великая Знаменка (Welikaja Snamenka)                      | Welyka Snamjanka   |
| Wodjane                                   | Водяне                | Водяное (Wodjanoje)                                       | Wodjane            |
| Zwitkowe                                  | Цвіткове              | Цветковое (Zwetkowoje)                                    | Nowodniprowka      |
| Siedlungen                                |                       |                                                           |                    |
| Sapowitne                                 | Заповітне             | Заповитное (Sapowitnoje)                                  | Sapowitne          |